# 約瑟夫·雷登
約瑟夫·雷登（德語：Joseph Rheden，1873年4月5日—1946年8月6日）是一名奧地利天文學家，出生於東蒂羅爾阿姆拉赫，因其對行星、小行星和彗星的天文觀測而知名，也因他分別於1913年和1916年發現的小行星744、小行星771和小行星844而知名。
他於1897年至1901年間在維也納大學攻讀天文學後，在維也納大學天文台工作，並在那裡發現了三顆小行星。雷登是天文學家約翰·帕利薩的女婿，帕利薩是一位多產的小行星發現者，他與帕利薩一起在天文台工作。小行星710以他的女兒和帕利薩的外孫女格特魯德·雷登（Gertrud Rheden）命名。1946年，他在蒂羅爾州利恩茨逝世，享年73歲。
| 744 Aguntina | 1913年2月26日  | [ 3 ] |
| 771 Libera   | 1913年11月21日 | [ 4 ] |
| 844 Leontina | 1916年10月1日  | [ 5 ] |

## 外部連結
- Astronomisches Mäzenatentum (in German)
- Communications in Asteroseismology, Vienna Observatory, p. 121